# شهرستان کاراری
شهرستان کاراری یک منطقهٔ مسکونی در سودان است که در خارطوم واقع شده‌است.